# U 311
U 311 war ein deutsches U-Boot vom Typ VII C, das im U-Boot-Krieg während des Zweiten Weltkrieges von der Kriegsmarine im Nordatlantik eingesetzt wurde.

## Technische Daten
Bereits vor Kriegsbeginn waren die Lübecker Flender Werke AG im Rahmen des Z-Plans durch die Kriegsmarine mit dem Bau von Unterseebooten beauftragt. Diese plante die Werft ab Kriegsbeginn für den jährlichen Ausstoß von 10 Booten des Typ VII C in das U-Bootbauprogramm mit ein. Diese Marge wurde erstmals im Jahre 1942 erfüllt. Auch im folgenden Jahr lieferte die Werft – neben 4 Booten des weiterentwickelten Typ VII C/41 – zehn Boote des Typs VII C an die Kriegsmarine aus – eines davon war U 311. Das Boot hatte eine Länge von 67,1 m und verdrängte 761 t Wasser. Der 2.800 PS starke Dieselantrieb ermöglichte eine Geschwindigkeit von bis zu 17 Knoten (31,6 km/h) über Wasser. Die maximale Reichweite betrug etwa 6.500 Seemeilen. Als Bootswappen wählte die Besatzung, in Anspielung auf den Namen des Kommandanten, die Darstellung eines Zanders.

## Kommandant
Joachim Zander wurde am 20. April 1917 im Berliner Stadtteil Berlin-Charlottenburg geboren, trat 1936 in die Kriegsmarine ein und diente zunächst als Wachoffizier bei der 6. und der 7. Minensuchflottille. Im Anschluss an seine U-Bootausbildung fuhr er in den Jahren 1941 und 1942 als Erster Wachoffizier (1 WO) auf U 201. Von März bis September 1942 kommandierte er anschließend das Schulboot U 3, danach wurde er Lehrer bei der 1. U-Lehrdivision in Pillau. Ende März 1943 übernahm Zander das Kommando auf U 311 und am 1. April wurde er zum Kapitänleutnant befördert.

## Einsatz und Geschichte
Oberleutnant zur See Joachim Zander stellte U 311 am 23. März 1943 in Dienst. Bis November unternahm er mit dem Boot Ausbildungsfahrten in der Ostsee zum Training der Besatzung. In dieser Zeit war U 311 der 8. U-Flottille unterstellt und in Danzig stationiert. Am 25. November brach Zander mit U 311 von Kiel aus zu seiner ersten Feindfahrt mit diesem Boot auf. Als Operationsgebiet war der Nordatlantik, speziell das Seegebiet westlich von Irland, vorgesehen. Nach einer ereignislosen Unternehmung erreichte das Boot am 26. Januar des folgenden Jahres Brest, den Stützpunkt der 1. U-Flottille, der U 311 seit dem 1. Dezember 1944 angehörte.

### U-BootgruppePreußen

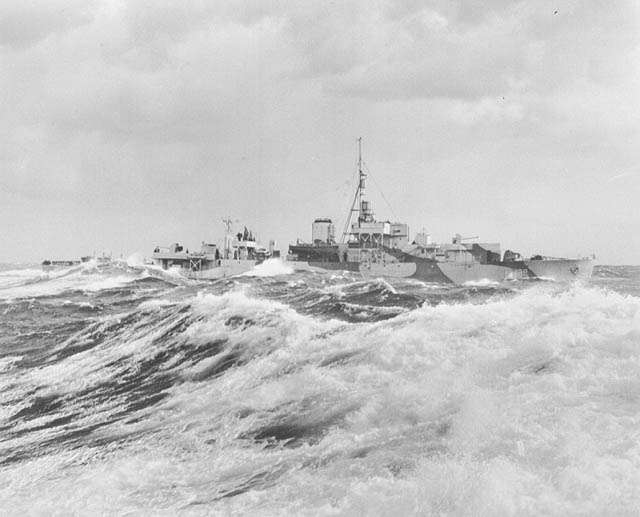
HMCS Swansea versenkte U 311

Unter dem Eindruck von Hitlers Proklamation, dass die U-Boote die vorderste Frontlinie gegen eine Invasion bilden müssten, plante Karl Dönitz, trotz der erheblichen U-Bootverluste, im März des Jahres 1944 neue U-Bootunternehmungen im Seegebiet nahe der Britischen Inseln. Die zu diesem Zeitpunkt im Nordatlantik operierende U-Bootgruppe, die nach Maßgaben der von Dönitz selbst entwickelten Rudeltaktik Jagd auf alliierte Geleitzüge machte, trug den Namen Preußen. Anfang März brachen einige deutsche U-Boote von den Kriegsmarinestützpunkten der nordfranzösischen Atlantikküste auf, um die U-Bootgruppe Preußen zu verstärken – eines war U 311, das Brest am 7. März verließ. Am 16. März entdeckte Kommandant Zander den Geleitzug CU 17, der aus einer erheblichen Anzahl von Tankschiffen bestand und sich auf dem Weg von der Karibik über New York nach den Britischen Inseln befand. Zander entschloss sich zum Angriff, konnte aber zunächst keine Erfolge erzielen und meldete, von Geleitschiffen entdeckt worden zu sein und anschließend über mehrere Stunden die Angriffe eines Zerstörers abgewehrt zu haben. Gegen ein Uhr Mittags, am 19. März, gelang Zander ein Treffer bei einem über 10.000 BRT großen Tanker. Die amerikanische Seakay ging daraufhin in Flammen auf und musste später von den eigenen Geleitschiffen versenkt werden.

## Versenkung
Am 22. April wurde U 311 südwestlich von Irland durch die beiden kanadischen Fregatten Swansea und Matane versenkt. Die Versenkung des deutschen U-Boots wurde ursprünglich einem kanadischen Flugboot-Piloten zugeschrieben. Im Jahr 1986 stellte sich heraus, dass dieser Angriff der kanadischen Short Sunderland stattdessen U 672 gegolten hatte, das schwer beschädigt entkommen konnte.